# 丘瓦紐馬山 (拉烏尼翁省)
14°59′12″S 72°26′49″W / 14.98667°S 72.44694°W
丘瓦紐馬山（Chuañuma），是秘魯的山峰，位於該國南部阿雷基帕大區的拉烏尼翁省，處於皮柳內山西南面、克爾卡塔山以西和孔多里山東北面，屬於安第斯山脈的一部分，海拔高度約5,000米。